# Peter Grant
Peter Grant, född 5 april 1935 i London, död 21 november 1995, var en brittisk manager i musikbranschen.
Grant är mest känd i sin roll som manager för rockgruppen Led Zeppelin, men han var också en man som radikalt ändrade villkoren för artisterna i musikbranschen. Från att tidigare ha fått nöja sig med en bråkdel av gagerna från konserter fick artisterna nu istället ta del av en betydligt större del av pengarna. Grant hade stor del både i bildandet av Led Zeppelin och av skivbolaget Swan Song Records. Han avled i en hjärtattack 1995, 60 år gammal. Peter Grant hade då under många år haft allvarliga hälsoproblem, relaterade till kraftig övervikt och drogmissbruk.